# شهرستان بوگولمینسکی
شهرستان بوگولمینسکی (به لاتین: Bugulminsky District) یک شهرستان در روسیه است که در تاتارستان واقع شده‌است.